# Équipe de Colombie de football
Cet article traite de l'équipe masculine. Pour l'équipe féminine, voir Équipe de Colombie féminine de football.
Maillots
Actualités
L'équipe de Colombie de football (Selección de fútbol de Colombia) est la sélection de joueurs colombiens représentant le pays lors des compétitions internationales de football masculin, sous l'égide de la Fédération colombienne de football. La sélection colombienne est surnommée la Tricolor.
L'équipe nationale colombienne dispute la première rencontre internationale de son histoire en 1926, deux ans après la creation de la fédération nationale. En 2001, elle remporte le principal trophée de son histoire, la Copa América dont elle est pays hôte, en battant en finale le Mexique.
La sélection s'engage pour la première fois dans les éliminatoires d'une Coupe du monde en 1957, au sortir d'une suspension de près de dix ans par la FIFA. Elle se qualifie pour les phases finales de six éditions (1962, 1990, 1994, 1998, 2014 et 2018) et en atteint les quarts de finale en 2014, ce qui constitue jusqu'à présent sa meilleure performance lors d'un Mondial.
Les « Cafeteros », comme ils sont surnommés, disputent généralement leurs rencontres à domicile au stade Metropolitano Roberto Meléndez, situé à Barranquilla, la quatrième ville du pays du point de vue démographique.
En juillet 2016, la Colombie se hisse sur le podium du classement FIFA (3e rang), soit sa meilleure position historique, atteinte précédemment en décembre 2014. L'équipe est entraînée par l'Argentin Néstor Lorenzo

## Historique

### Les débuts (1926-1951)

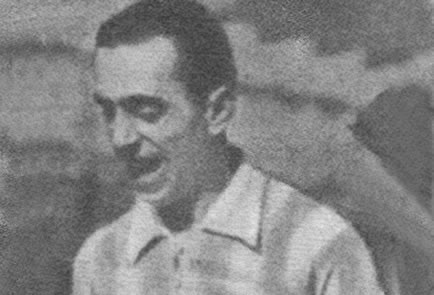
L'Argentin Paternoster est le premier sélectionneur étranger de la Tricolor.

La Fédération colombienne de football (Federación Colombiana de Fútbol) est fondée en 1924. En 1926, une première rencontre internationale officieuse de la Colombie se tient à Barranquilla, un match entre une équipe du Costa Rica et une équipe colombienne se termine par une victoire des locaux par quatre buts à un. Elle est affiliée à la FIFA depuis 1936. L'année suivante, une sélection est formée à l'occasion des Juegos del Cuarto Centenario de Cali en français : « Jeux du quatrième centenaire de Cali ».
Le premier match officiel de l'équipe de Colombie de football, joué le 10 février 1938 à Panama contre le Mexique dans le cadre des quatrièmes Jeux d'Amérique centrale et des Caraïbes, se solde par une défaite (1-3). La sélection est intégralement composée de joueurs du Club Juventud Bogotana (aujourd'hui Millonarios) et Marcos Mejía est l'auteur du premier but international colombien. Elle signe dans la foulée les premières victoires de son histoire sur l'hôte panaméen (4-2) et le Salvador (3-2) et obtient la médaille de bronze du tournoi. Plus tard dans l'année, elle participe aux Jeux bolivariens organisés à Bogota et se classe quatrième du tournoi en ne gagnant qu'un match contre le Venezuela (2-0) et en perdant contre le Pérou, l'Équateur et la Bolivie.
La Colombie ne joue à nouveau qu'en 1945 et participe pour la première fois au plus ancien tournoi continental, le Championnat d'Amérique du Sud. La sélection est alors composée de joueurs de Junior de Barranquilla, sauf pour Antonio de la Hoz (es) du Sporting de Barranquilla, et Pedro Ricardo López (en) du Boca Juniors de Cali. À cette occasion, la Colombie enregistre l'une des plus larges défaites de son histoire le 7 février 1945, contre l'Argentine, par un score de neuf buts à un. Le seul buteur colombien du match est Arturo Mendoza. Cependant, elle réussit à battre l'équipe d'Équateur et à faire match nul contre la Bolivie, se classant devant ces deux nations pourtant plus expérimentées.
En 1946, l'équipe obtient son premier titre officiel lors des cinquièmes Jeux d'Amérique centrale et des Caraïbes tenus à Barranquilla, en battant successivement Curaçao (4-2), le Venezuela (2-0), le Guatemala (4-2), Porto Rico (4-1), le Costa Rica (4-1) et le Panama (2-1),. L'année suivante, elle prend part à son deuxième Championnat d'Amérique du Sud. Mais après deux matchs nuls pour cinq défaites et seulement deux buts marqués, l'entraîneur argentin Lino Taioli est limogé.
Le premier match de la Colombie dans l'ère professionnelle est joué le 6 avril 1949 dans le Championnat d'Amérique du Sud, une défaite 3-0 contre le Paraguay. L'entraîneur autrichien Friedrich Donnenfeld, qui a émigré avec sa famille en Colombie en raison de la Seconde Guerre mondiale, est le sélectionneur de la Colombie au cours du tournoi. Entraîneur de l'Atlético Junior, Donnenfeld devient le premier Européen sélectionneur de l'équipe de Colombie car son club est choisi pour représenter la Colombie dans le tournoi sud-américain. Cependant, comme lors de la précédente édition, elle termine huitième et dernière avec deux matchs nuls et cinq défaites, inscrivant quatre buts.
En 1951 à Caracas, une sélection de joueurs et du staff technique de la Selección de fútbol del Valle del Cauca (es) apporte à la Colombie son deuxième titre officiel et le premier aux Jeux bolivariens,. Elle vainc d'abord le Pérou (1-0), puis tombe contre le Panama (1-2), avant d'obtenir deux victoires contre l'Équateur et le Venezuela par deux buts à un.

### El Doradoet conséquences (années 1950)
En 1948, à la création du championnat colombien professionnel, la Dimayor, organisatrice du championnat, entre en conflit avec l'Adefútbol, association gérant le football amateur colombien. La FIFA suspend l'équipe nationale et les clubs colombiens de toute compétition internationale qu'elle organise. Parallèlement, la fédération argentine entre en grève contre le régime répressif mis en place par Juan Perón. Les dirigeants aisés de certains clubs colombiens saisissent l'opportunité de faire venir les vedettes argentines, au premier rang desquelles Adolfo Pedernera et Alfredo Di Stéfano. Perçu par ces dernières comme l'« El Dorado (en) », le championnat profite de sa suspension par la FIFA en ne payant aucune indemnité de transfert aux clubs étrangers et en rémunérant leurs joueurs à des niveaux records. En plein prémices de La Violencia après l'assassinat de Jorge Eliécer Gaitán, les supporteurs colombiens se passionnent pour leurs clubs, leur donnant de nouveaux surnoms (« Ballet azul » pour Millonarios, « Danza del sol » pour Independiente Medellín…). Cet âge d'or du football colombien tranche avec la période de suspension de l'équipe nationale, qui prend fin à la Copa América 1957.

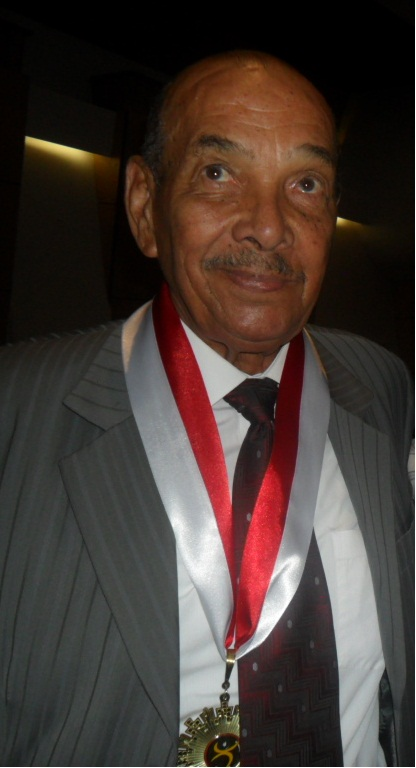
Efraín Sánchez (ici en 2012), gardien de but de la Colombie de 1947 à 1962.

Au Pérou, pour le retour des Colombiens dans le tournoi sud-américain, le sélectionneur est Pedro López, joueur de l'équipe nationale entre 1938 et 1945. La Colombie termine cinquième, avec deux victoires et quatre défaites, dont la plus large de son histoire, 0-9 contre le Brésil emmené par le futur barcelonais Evaristo de Macedo, auteur d'un quintuplé. Néanmoins, la Colombie parvient à vaincre l'Uruguay pour la première fois de son histoire le 17 mars à Lima (1-0, but de Carlos Arango (en)), l'Uruguayen Javier Ambrois, meilleur buteur du tournoi, restant muet face aux exploits du gardien Tricolor Efraín Sánchez.
Après avoir purgé sa suspension de compétitions internationales, la Colombie prend part aux éliminatoires de la Coupe du monde 1958 sous la houlette de l'Argentin Rafael Orlandi (it). Elle ne prend qu'un point dans les éliminatoires contre l'Uruguay (1-1) le 16 juin 1957, perd les trois matchs suivants et ne se qualifie pas.

### Première qualification en Coupe du monde en 1962
En 1961, la Colombie joue les éliminatoires de la Coupe du monde 1962 face au Pérou. Le match aller, à Bogota, est remporté un but à zéro (but d'Héctor González). Le match retour, à Lima, se termine par un match nul 1-1, avec une égalisation colombienne en deuxième mi-temps signée Germán Aceros. Grâce à ce but, la Colombie se qualifie pour sa première phase finale de Coupe du monde.
À cette occasion, elle ne franchit pas le premier tour avec deux défaites contre l'Uruguay (1-2, but de Francisco Zuluaga sur penalty) et contre la Yougoslavie (0-5) et un match nul contre l'Union soviétique (4-4, buts d'Aceros, de Marcos Coll, d'Antonio Rada et de Marino Klinger). Ce dernier match, joué le 3 juin 1962 à Arica,, entre dans les annales du football colombien et mondial non seulement pour la spectaculaire remontée au score de la Colombie, menée 1-4 en début de seconde mi-temps, mais surtout pour le deuxième but colombien signé Marcos Coll depuis le poteau de corner (c'est l'unique but marqué en Coupe du monde sur corner direct, un geste appelé « gol olímpico (es) » dans le monde hispanophone),.
La Colombie dispute ensuite la Copa América 1963 dont elle termine dernière avec un seul point pris contre le Pérou. En éliminatoires de la Coupe du monde 1966, elle perd d'entrée ses espoirs de qualification en étant battue par l'Équateur à Barranquilla (0-1) puis en sombrant à Santiago face au Chili (2-7), ne gagnant que le match retour contre le Chili (2-0). À la Copa América 1967, elle est éliminée au tour préliminaire par le Chili (2-5). Tombée dans un groupe relevé dans les éliminatoires de la Coupe du monde 1970 avec les futurs champions du monde brésiliens, la Colombie ne se qualifie pas, ne prenant que trois points contre le Venezuela (3-0 ; 1-1). Pour la Coupe du monde 1974, elle frôle de peu la qualification, en n'étant devancée qu'à la différence de buts par l'Uruguay (+4 contre +1), sans avoir perdu le moindre match.

### Finaliste de la Copa América en 1975
La Copa América 1975 (le premier championnat d'Amérique du Sud à prendre l'appellation officielle de « Copa América ») se joue du 17 juillet au 28 octobre 1975 sans pays organisateur. Au premier tour, l'équipe de Colombie termine première du groupe avec quatre victoires sur le Paraguay et l'Équateur. En demi-finale, elle bat le tenant du titre uruguayen sur l'ensemble des deux matchs et accède à la finale. Elle y affronte le Pérou, sur deux matchs organisés à Bogota puis à Lima. La Colombie gagne le premier match (1-0), mais perd le match retour (0-2). Une troisième rencontre est donc organisée à Caracas au Venezuela, un terrain neutre ; l'attaquant péruvien Hugo Sotil inscrit le seul but du match qui donne le titre au Pérou. Le meilleur buteur de la compétition est le Colombien Ernesto Díaz avec quatre buts, à égalité avec l'Argentin Leopoldo Luque.
La Colombie ne se qualifie pas pour la Coupe du monde 1978, ne prenant que deux points contre le Brésil et le Paraguay. De même en 1982, avec le même nombre de points (deux matchs nuls contre le Pérou). Pour la Copa América 1979, elle échoue au premier tour à cause d'une différence de buts défavorable, permettant au Chili d'accéder aux demi-finales. Pour la Copa América 1983, elle est éliminée au premier tour, battue par le Pérou.
Pour la Coupe du monde 1986, l'équipe de Colombie échoue aux barrages continentaux contre le Paraguay. À la Copa América 1987, elle termine troisième, battant l'Argentine (2-1). En 1989, elle est éliminée au premier tour de la Copa América.

### La «génération dorée» (1990-2001)
La génération dorée du football colombien est celle qui connaît son apogée à la fin du XXe siècle. Pendant cette période, l'équipe colombienne participe à trois phases finales de Coupe du monde d'affilée, et décroche son principal trophée : la Copa América en 2001. Elle se fait aussi connaître par le jeu très particulier mis en place par le sélectionneur Francisco Maturana, le « toque », fait d'une succession de passes courtes.

#### Coupe du monde 1990
Sous l'impulsion de son entraîneur Francisco Maturana et de son meneur de jeu Carlos Valderrama, élu meilleur joueur sud-américain en 1987 et 1993, la Colombie se qualifie pour la phase finale de la Coupe du monde 1990 en Italie après avoir battu Israël en barrage intercontinental, remportant le match aller à Barranquilla (1-0) avant de ramener un match nul de Ramat Gan (0-0).
Le 9 juin au stade Renato-Dall'Ara, la Colombie entame la compétition face aux Émirats arabes unis. Elle s'impose deux buts à zéro grâce à des réalisations de Bernardo Redín et de Carlos Valderrama. Le 14 juin, elle perd contre la Yougoslavie (0-1). La confrontation finale de ce groupe face à la RFA s'avère donc cruciale. À la 89e minute de jeu, l'ouverture du score allemande par Pierre Littbarski après un exploit personnel de Rudi Völler semble condamner les Colombiens, les obligeant à marquer pour se qualifier au second tour. Quelques instants plus tard, Leonel Álvarez récupère le ballon en défense et lance une contre-attaque estampillée « toque ». Álvarez passe la balle à Luis Fajardo qui accélère et porte le ballon au milieu de terrain permettant à Carlos Valderrama de créer un jeu en triangle avec Freddy Rincón et Fajardo qui déséquilibre totalement la défense allemande, Valderrama est alors libre de lancer Rincón dans la profondeur. Ce dernier voit la sortie précipitée du longiligne gardien allemand Bodo Illgner et glisse le ballon entre les jambes du portier, égalisant à un but partout, et permettant donc à la sélection colombienne de se qualifier en tant que meilleur troisième et d'atteindre pour la première fois de son histoire les huitièmes de finale.
Au second tour, la Colombie fait face au Cameroun le 23 juin. Le score étant toujours vierge à la fin du temps réglementaire, une prolongation est disputée. À la 106e minute de jeu, le Camerounais Roger Milla marque un but après un raid solitaire, avant trois minutes plus tard de profiter d'une grossière erreur du gardien René Higuita pour doubler la marque. Pourtant, la Colombie continue à jouer pour gagner, tandis que le Cameroun choisit un jeu défensif en gardant son équipe dans sa moitié de terrain. À quatre minutes du terme, les Cafeteros réduisent l'écart grâce à Bernardo Redín après une passe de Carlos Valderrama, clôturant le score et voyant la qualification des « Lions indomptables ».

#### Coupe du monde 1994
À la Copa América 1991, la Colombie termine quatrième. Antony de Ávila est le meilleur buteur colombien avec trois buts. À la Copa América 1993, elle termine troisième, en battant l'Équateur (1-0).
La Colombie se qualifie pour la Coupe du monde de football 1994 aux États-Unis. Le match opposant le 5 septembre 1993 la Colombie à l'Argentine à Buenos Aires est l'apothéose du « toque » : la Colombie s'impose par cinq buts à zéro, devenant l'unique sélection à marquer cinq buts à l'Albiceleste chez elle, et assurant sa qualification pour la Coupe du monde 1994 aux États-Unis. La génération dorée colombienne est alors citée parmi les favoris pour remporter le titre suprême par plusieurs personnalités du football comme Pelé, qui dit que « la Colombie est [son] équipe favorite pour être championne du monde ». Toutefois, la sélection échoue au premier tour du mondial, après deux défaites contre la Roumanie (1-3, but d'Adolfo Valencia) et les États-Unis (1-2, but de Valencia), malgré la victoire sur la Suisse (2-0, buts de Hermán Gaviria et de Harold Lozano),. À l'issue du premier match contre la Roumanie, Maturana reçoit des menaces de mort en raison de la titularisation de Gabriel Gómez. Le sélectionneur prend ces menaces au sérieux et évince Gómez de son onze de départ au profit de Gaviria. Par la suite, la Colombie fait face à un drame terrible : son défenseur Andrés Escobar, coupable d'avoir marqué un but contre son camp à la 35e minute lors du match face aux États-Unis ayant entraîné l'élimination, est assassiné quelques jours plus tard, à la sortie d'un restaurant à Medellín.
En 1995, à Wembley, l'Angleterre accueille la Colombie mais ce qu'on retient de ce match amical, c'est le « coup du scorpion » de René Higuita, le gardien colombien - une des actions les plus spectaculaires de l'histoire du football. Toujours en 1995, à la Copa América, elle termine troisième en battant les États-Unis (4-1).

#### Coupe du monde 1998

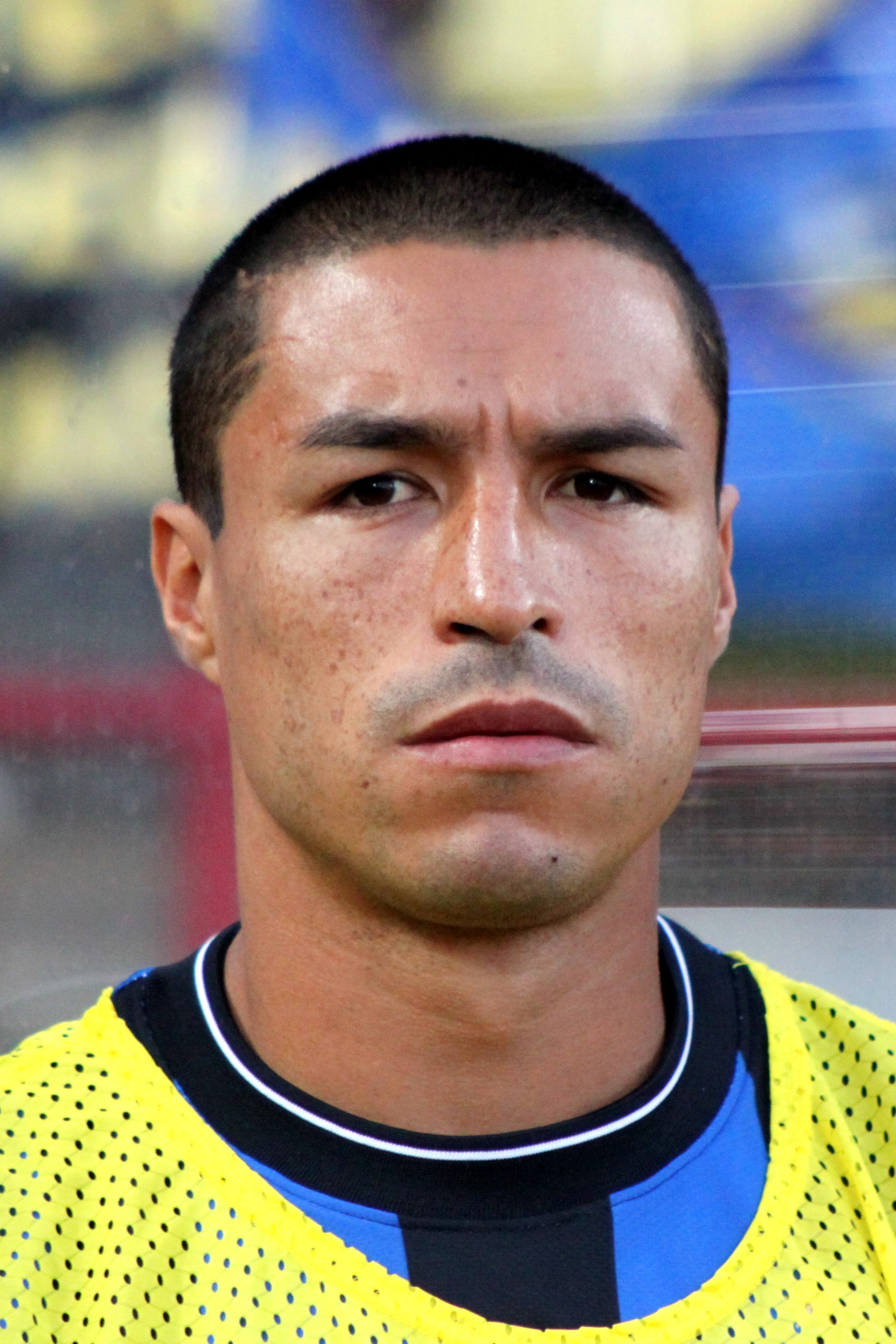
Iván Córdoba est l'unique buteur de la finale de la Copa América 2001, offrant à la Colombie son premier trophée.

Les Colombiens enchaînent une troisième qualification consécutive pour une phase finale de Coupe du monde de football en terminant troisièmes des éliminatoires d'Amérique du Sud. Toutefois, ils ne parviennent pas à franchir le premier tour en France. La Tricolor débute le 15 juin au stade de Gerland contre les Roumains. L'unique but du match est signé Adrian Ilie peu avant la mi-temps (0-1). Ils se ressaisissent une semaine plus tard en battant la Tunisie sur le même score (1-0, but de Léider Preciado). Le 26 juin, les Anglais mettent fin à leurs espoirs en marquant rapidement deux buts par Darren Anderton et par David Beckham sur coup franc (0-2). Malgré les exploits de son gardien Faryd Mondragón, la Colombie est sortie dès la phase de poules.

#### Copa América 2001
Trois ans plus tard et après deux quarts de finale perdus contre la Bolivie en 1997 et contre le Chili en 1999, la Colombie remporte son premier et unique titre international lors de la Copa América 2001 organisée sur son sol. Sous la direction de son entraîneur fétiche, Francisco Maturana, elle termine invaincue, sans concéder le moindre but, grâce à des joueurs comme Víctor Aristizábal, Iván Córdoba ou Mario Yepes. Après trois victoires au premier tour, elle élimine le Pérou (3-0) en quart de finale, puis le Honduras (2-0) en demi-finale. En finale, au stade Nemesio Camacho El Campín à Bogota, Iván Córdoba à la 65e minute délivre tout un pays en inscrivant le seul but de la rencontre contre le Mexique. Avec six buts, Víctor Aristizábal est le meilleur buteur de l'édition 2001.

### Résultats mitigés pendant les années 2000 (2001-2011)

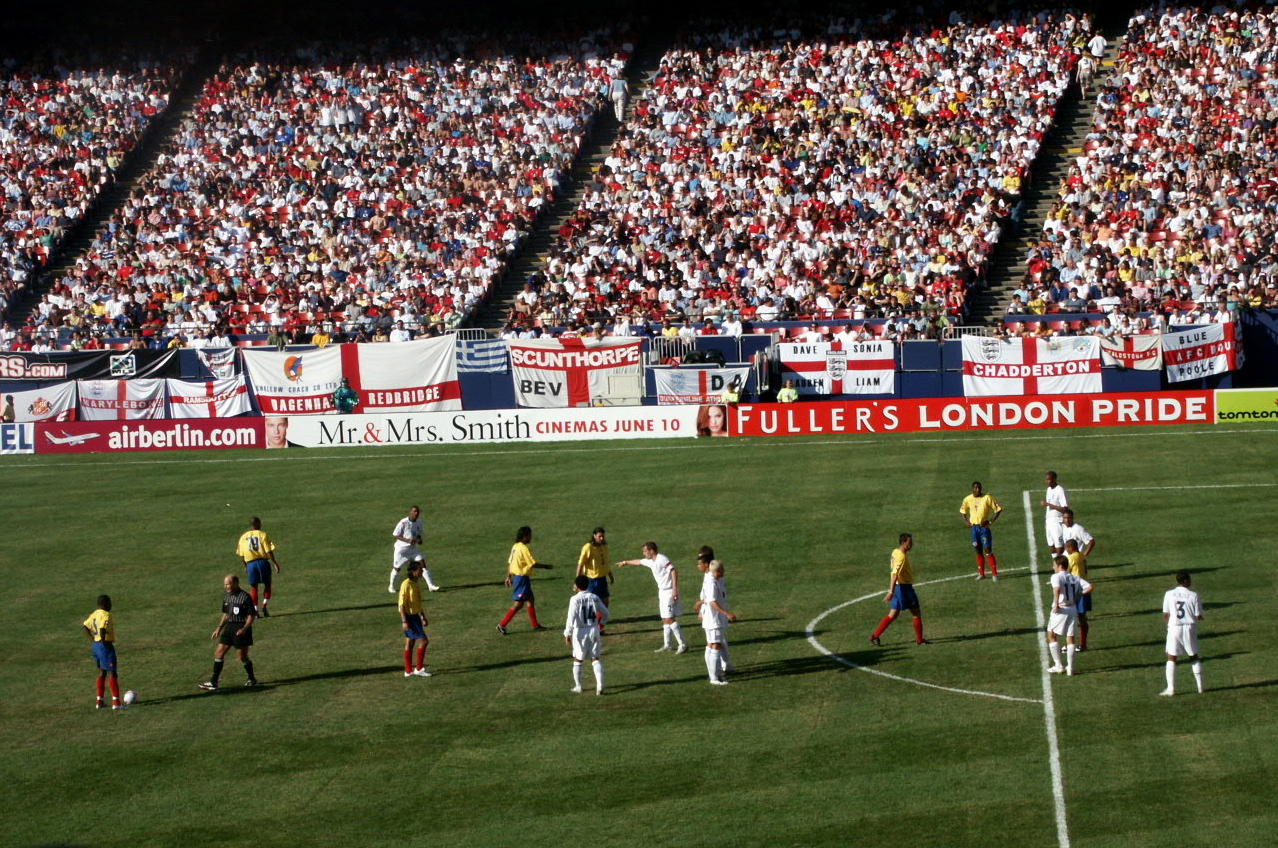
Match amical Colombie-Angleterre à East Rutherford, États-Unis (2005).

Après leur titre continental de 2001, la Colombie est attendue pour la Coupe du monde 2002. Mais à la surprise générale, elle ne termine que sixième des éliminatoires, à égalité de points avec l'Uruguay, mais avec différence de buts insuffisante (+6 pour l'Uruguay, +5 pour la Colombie) ; et ce malgré une victoire lors du dernier match à Asuncion contre des Paraguayens déjà qualifiés (4-0).
Lors de la Coupe des confédérations 2003, la Colombie termine deuxième du groupe A au premier tour avec deux victoires contre le Japon (1-0, but de Giovanni Hernández) et la Nouvelle-Zélande (3-1, buts de Jorge López, de Mario Yepes et de Giovanni Hernández) et une défaite contre la France (0-1). L'équipe de Colombie atteint le stade des demi-finales, où elle est battue par le Cameroun (0-1) lors d'un match marqué par la mort tragique du Camerounais Marc-Vivien Foé qui s'effondre brutalement. Pour le match de la troisième place, elle est battue par la Turquie (1-2, but de Giovanni Hernández).
À la Copa América 2004, après avoir terminé première du groupe, la Colombie bat le Costa Rica (2-0, buts d'Abel Aguilar et de Tressor Moreno) mais perd en demi-finale contre l'Argentine et en petite finale contre l'Uruguay (1-2, but de Sergio Herrera). Pour la Coupe du monde 2006, elle termine de nouveau à la 6e place des éliminatoires, derrière l'Uruguay qu'elle bat pourtant 5-0 et ne se qualifie pas pour le mondial en Allemagne. À la Copa América 2007, elle est éliminée au premier tour, bien qu'ayant battu les États-Unis (1-0, but de Jaime Castrillón), et deux défaites contre le Paraguay (0-5) et l'Argentine (2-4, buts de Luis Amaranto Perea et de Jaime Castrillón). Le 3 juin 2008, elle affronte la France au stade de France en match amical, où elle ne s'incline que sur un penalty de Franck Ribéry.

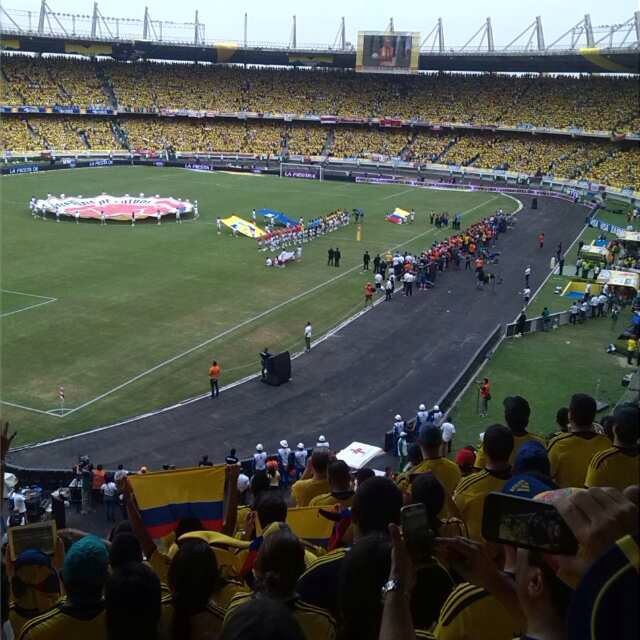
Le stade Metropolitano à Barranquilla avant le match entre la Colombie et le Chili, terminé sur un score nul de 3-3 (2013).

La Colombie démarre bien les éliminatoires de la Coupe du monde 2010 avec deux matchs nuls 0-0 (à Bogota face au Brésil et à La Paz contre la Bolivie) puis deux victoires sur le Venezuela (1-0) et l'Argentine (2-1), leader et favori jusqu'à présent. Le sélectionneur argentin est alors Alfio Basile, comme lors de la fameuse victoire colombienne 5-0 au stade Monumental quinze ans auparavant. Mais le vent tourne pour les Cafeteros, battus par l'Uruguay (0-1) à Bogota, puis humiliés par le Chili 4-0 à Santiago. Ces derniers résultats ont pour effet de reléguer l'équipe colombienne à la septième place au classement. En réponse, les dirigeants de la fédération colombienne prennent la décision de licencier l'entraîneur Jorge Luis Pinto et de nommer Eduardo Lara (en) pour assurer l'intérim. Ces changements n'ont pas les effets escomptés, en dépit de quelques bonnes prestations comme le 5 septembre 2009 et une victoire sur l'Équateur 2-0 avec des buts de Jackson Martínez et de Teófilo Gutiérrez ou lors de la dernière journée et une ultime mais vaine victoire sur le Paraguay 2-0 avec des buts d'Adrián Ramos et Hugo Rodallega.
Elle participe à la Copa América 2011, elle finit même première de son groupe devant l'Argentine de Lionel Messi. Elle est ensuite éliminée en quart de finale par le Pérou (0-2).

### Depuis 2011: Nouvelle génération et retour sur la scène internationale

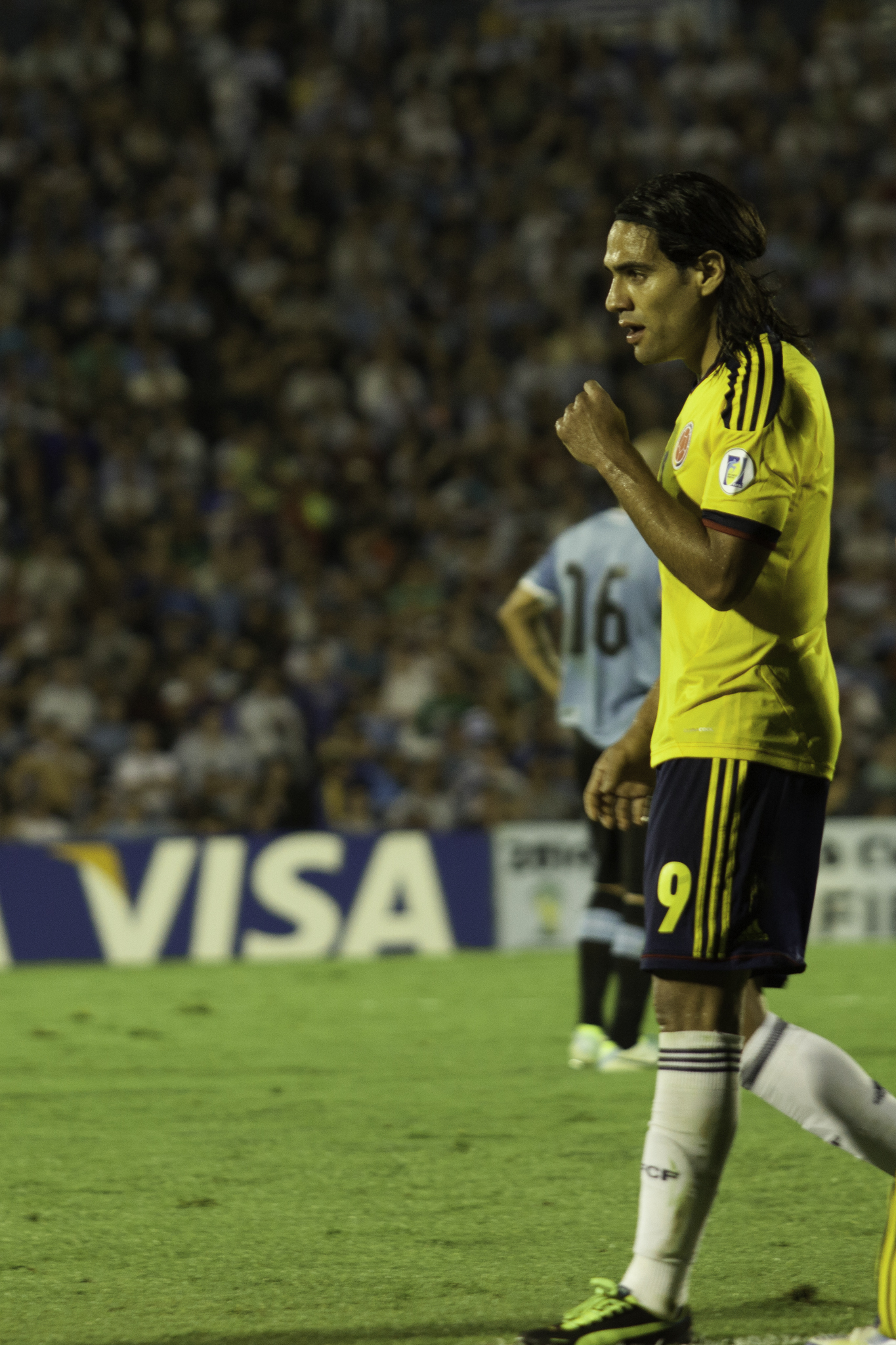
Falcao, neuf buts en éliminatoires de la Coupe du monde 2014.

L'équipe colombienne entame les éliminatoires de la Coupe du monde 2014 de belle manière en battant la Bolivie 2-1 à La Paz et en obtenant difficilement un match nul 1-1 contre le Venezuela à Barranquilla. La Colombie perd ensuite 1-2 face à l'Argentine après avoir perdu deux joueurs clés, Falcao et Fredy Guarín, sur blessures. Le sélectionneur colombien Leonel Álvarez est limogé après la défaite et à peine trois mois au poste. La légende colombienne Carlos Valderrama critique la fédération colombienne pour avoir licencié Álvarez prématurément.
Au début de 2012, José Pekerman prend les rênes de l'équipe nationale et expérimente alors un nouveau système de jeu, qui conduit à une victoire étriquée 1-0 sur le Pérou, puis à une défaite 0-1 en Équateur, qui relègue la Colombie au-delà des places qualificatives pour le mondial. Toutefois, les Cafeteros rebondissent avec une victoire 4-0 sur les Uruguayens (vainqueurs de la dernière Copa América), mettant fin à leur série d'invincibilité depuis la Coupe du monde 2010. Ils confirment leur habileté en battant le Chili 3-1 à l'extérieur puis le Paraguay 2-0 à domicile. Pour la phase retour des éliminatoires, la Colombie assure une confortable victoire 5-0 sur la Bolivie par des buts de Macnelly Torres, Carlos Valdés, Teófilo Gutiérrez, Radamel Falcao et Pablo Armero. Cependant, la Colombie perd quelques jours plus tard 0-1 au Venezuela, où le sélectionneur José Pekerman propose un autre schéma tactique (4-4-1-1). Le choc des éliminatoires de la zone Amérique du Sud contre le leader argentin accouche d'un match controversé, où chacune des deux équipes finit à dix et où huit cartons jaunes sont distribués, menant à un match nul et vierge difficile. Quelques jours plus tard, la Colombie domine le Pérou 2-0. Au match suivant contre le Chili, le 11 octobre 2013, la Colombie encaisse trois buts dans la première demi-heure de jeu, mais revient à la marque en seconde mi-temps après que José Pekerman a fait des changements cruciaux. Ce qui, quinze minutes plus tard, entraîne l'expulsion d'un joueur chilien, leur permettant d'égaliser à 3-3 et de se qualifier pour la Coupe du monde pour la première fois en seize ans,. Quelques jours plus tard, la Colombie termine la phase qualificative contre le Paraguay : rapidement menés et réduits à dix, les Colombiens marquent deux buts par l'intermédiaire de leur capitaine Mario Yepes pour gagner le match 2-1 et terminer deuxièmes du groupe avec trente points.
Tête de série lors du tirage au sort, la Colombie tombe dans le groupe C de la Coupe du monde avec la Côte d'Ivoire, la Grèce et le Japon. Les Cafeteros sont considérés comme les favoris du groupe malgré l'absence pour blessure de Falcao, joueur important pour la sélection,. Après deux victoires contre la Grèce (3-0) et la Côte d'Ivoire (2-1), la Colombie est déjà qualifiée pour le tour suivant. Elle bat ensuite le Japon sur le score de 4-1. Les Colombiens retrouvent l'Uruguay, privé de Luis Suarez, en huitième de finale. Ils remportent le match sur le score de 2-0 grâce à deux buts de James Rodríguez et se qualifie pour le premier quart de finale de leur histoire en Coupe du monde. Les Colombiens y affrontent le Brésil, pays hôte de la compétition et s'inclinent sur le score de 2-1. Avec six buts marqués en cinq matchs, James Rodriguez est le meilleur buteur de la Coupe du monde. Lors du classement FIFA du mois d'août, la Colombie se hisse à la 4e place grâce à son beau parcours au Mondial brésilien et finit l'année 2014 sur le podium dudit classement.
Lors de la Copa América 2015, la Colombie bat le Brésil 1-0 en phase de poules mais succombe aux tirs au but devant l'Argentine en quarts de finale. L'année suivante, à l'occasion de la Copa América Centenario (édition spéciale commémorant les cent ans du tournoi), les Cafeteros sont battus 2-0 en demi-finale par le Chili (tenant du titre et vainqueur in fine de l'épreuve). Ils terminent la compétition sur le podium après une victoire 1-0 sur les hôtes américains.

## Personnalités historiques de l'équipe de Colombie

### Joueurs emblématiques

#### Les premiers joueurs
Aux débuts de l'équipe nationale colombienne, le championnat du pays est encore amateur. Sélectionné en Tricolor de 1938 à 1947 et premier Colombien à signer dans un club étranger, Roberto Meléndez (en) est considéré comme le meilleur footballeur colombien de sa génération. Le stade Metropolitano de son club, l'Atlético Junior, est rebaptisé en son honneur en 1991. Il est imité peu après par son coéquipier en club Fulgencio Berdugo (en), seize sélections et trois buts de 1945 à 1949, qui part jouer en professionnel à Cuba dans les années 1950.

#### Génération de la Coupe du monde 1962
Surnommé Maravilla en français : « la Merveille », Delio Gamboa, auteur de sept buts en vingt-quatre sélections de 1957 à 1966, joue son premier match avec les Cafeteros face à l'Uruguay en éliminatoires de la Coupe du monde 1958. Il participe à ceux de l'édition suivante mais une blessure le limite à un seul match joué lors de la phase finale. Son compère en attaque, Carlos Arango (en), six buts en vingt-deux capes de 1946 à 1965, marque le premier but colombien en éliminatoires d'une Coupe du monde de football de la tête contre l'Uruguay à Bogota le 16 juin 1957. En 1962, l'équipe de Colombie atteint pour la première fois le premier tour d'une phase finale de coupe du monde. Le premier buteur colombien en Coupe du monde est le défenseur Francisco Zuluaga. L'équipe du capitaine et gardien de but Efraín Sánchez peut notamment compter sur une attaque de talent constituée de Germán Aceros, Eusebio Escobar, Marino Klinger et Maravilla Gamboa. Pendant la compétition, le milieu de terrain Marcos Coll leur vole la vedette en inscrivant un but depuis le poteau de corner au légendaire gardien de but soviétique Lev Yachine.

#### Années 1970
Dans une période mitigée pour le football colombien au cours de laquelle se sont succédé de nombreux techniciens étrangers (César López Fretes, Todor Veselinović…), deux joueurs sortent du lot et permettent à leur sélection d'atteindre la finale de la Copa América 1975, Ernesto Díaz et Willington Ortiz. Le premier, auteur de six buts en trente sélections de 1973 à 1983 et profitant de son titre de meilleur buteur du championnat continental, devient le premier Colombien à jouer en Europe en signant au Standard de Liège. Le second, douze buts en quarante-neuf matchs internationaux et rival de Díaz dans le championnat colombien, est considéré comme le meilleur footballeur colombien du XXe siècle. Son coéquipier à Millonarios Jaime Morón (en), avec qui Ortiz forme un duo redoutable en club, ne connaît pas le même rayonnement en équipe nationale en honorant dix-sept sélections pour six buts marqués entre 1972 et 1979. Les finalistes de la Copa América Diego Umaña (es) (milieu défensif comptant dix-huit sélections de 1975 à 1981), Arturo Segovia et Miguel Escobar (défenseurs honorant respectivement trente-six et dix-huit capes de 1966 à 1977 et de 1975 à 1979) et Pedro Zape (gardien de but sélectionné à quarante-sept reprises entre 1972 et 1985) sont les meilleurs colombiens de leur génération à leur poste.

#### Génération dorée
Doyen de la génération dorée du football colombien et n'ayant participé qu'à la phase finale de la Coupe du monde 1990, Arnoldo Iguarán est, avec vingt-cinq buts en soixante-huit matchs de 1979 à 1993, le deuxième meilleur buteur de l'histoire de l'équipe nationale colombienne (derrière Radamel Falcao et ses 36 buts). Partenaire d'Iguarán en attaque pendant plusieurs compétitions internationales, Antony de Ávila inscrit treize buts en cinquante-quatre matchs entre 1983 et 1998 avec les Cafeteros.
Débutant tous deux en équipe nationale en 1985 et comptant plus de cent sélections, Carlos Valderrama et Leonel Álvarez sont deux symboles de cette génération. Valderrama, un des meilleurs footballeurs de sa génération, récite à chaque match un vaste répertoire de passes courtes, de jeu à une touche de balle et de longs ballons,. Habile dribbleur, il est capable de conserver la possession du ballon pendant une longue période. Après la victoire contre l'Argentine lors de la Copa América 1987, Valderrama est promu au poste de meneur de jeu et gère la balle avec une grande précision. Si, à l'instar du Français Zinédine Zidane, Valderrama n'est pas très rapide, il compense par ses compétences techniques. Álvarez, milieu de terrain défensif de vocation au jeu réputé physique, occupe quant à lui le poste de médian devant la défense colombienne au Mondiale 90 en Italie et à la World Cup 94 aux États-Unis.
Fantasque gardien de but de la sélection à soixante-huit reprises pour cinquante-quatre buts encaissés et trois buts marqués de 1987 à 1999, René Higuita est l'un des plus grands et remarquables portiers de l'histoire du football. Surnommé le « maître de l'imprévisible » et très habile techniquement,, Higuita s'aventure souvent hors de sa surface de réparation pour prêter main-forte à sa défense. Si ses frasques font sa légende, l'une d'elles vaut aux Cafeteros une élimination en huitième de finale de la Coupe du monde 1990, qu'El Loco Higuita commente comme « une erreur grosse comme une maison ». Ne participant qu'au Mondiale 90, Bernardo Redín compte tout de même quarante sélections et cinq buts entre 1987 et 1991, dont deux lors de cette compétition, ce qui fait de lui le meilleur buteur colombien en phase finale de Coupe du monde avec Adolfo Valencia. Le défenseur Andrés Escobar, un but en cinquante capes de 1988 à 1994 et particulièrement apprécié par les supporteurs de l'Atlético Nacional, est l'auteur d'un but contre son camp à la Coupe du monde 1994 conduisant à son assassinat deux semaines plus tard. Il dit après le mondial américain « Je peux vous assurer que rien d'étrange ne s'est passé dans notre groupe [au mondial]. Nous avons simplement touché le fond. À bientôt, parce que la vie ne s'arrête pas là ».
International à quatre-vingt-quatre reprises pour dix-sept buts entre 1990 et 2001, Freddy Rincón s'impose rapidement dans l'équipe et marque un but mémorable contre la RFA en Coupe du monde 1990 qui envoie les Cafeteros au deuxième tour de la compétition. Rincón inscrit deux buts lors de la fameuse victoire 5-0 à Buenos Aires en 1993,. Surnommé « la Pieuvre », Faustino Asprilla, vingt buts en cinquante-sept sélections de 1993 à 2001, reste muet devant le but en phase finale de Coupe du monde, mais se révèle précieux à plusieurs occasions lors des éliminatoires de celle-ci. Il réussit notamment un doublé contre l'Argentine (5-0) qualifiant la Colombie pour la World Cup 94 et un triplé contre le Chili (4-1) en éliminatoires du Mondial 98.
Parmi les vainqueurs de la Copa América 2001 figurent Óscar Córdoba, Iván Córdoba, Mario Yepes et Víctor Aristizábal. Le gardien de but Óscar Córdoba, portier des Cafeteros à soixante-treize reprises de 1993 à 2006, succède en 1994 à René Higuita comme dernier rempart colombien en Coupe du monde. Il garde les buts des Tricolor au cours de cinq des six matchs de la Copa América 2001, n'encaissant aucun but. Il est ensuite élu « meilleur gardien de but » de la compétition. Le défenseur Iván Córdoba, soixante-treize sélections et cinq buts entre 1997 et 2010, est le capitaine et l'auteur du but des Cafeteros en finale de la Copa América contre le Mexique. Titulaire en défense centrale au côté d'Iván Córdoba, Yepes profite de ses bonnes performances pour signer en Europe, d'abord au Football Club de Nantes puis au Paris Saint-Germain où il gagne le surnom de « Super Mario ». Double buteur en éliminatoires de la Coupe du monde 2014 contre le Paraguay, il dispute à 38 ans son premier mondial. Enfin Aristizábal, quinze buts en soixante-six matchs entre 1993 et 2003, participe aux Coupes du monde 1994 et 1998, mais c'est à la fin de sa carrière internationale qu'il est le plus efficace, finissant meilleur buteur de la Copa América 2001.

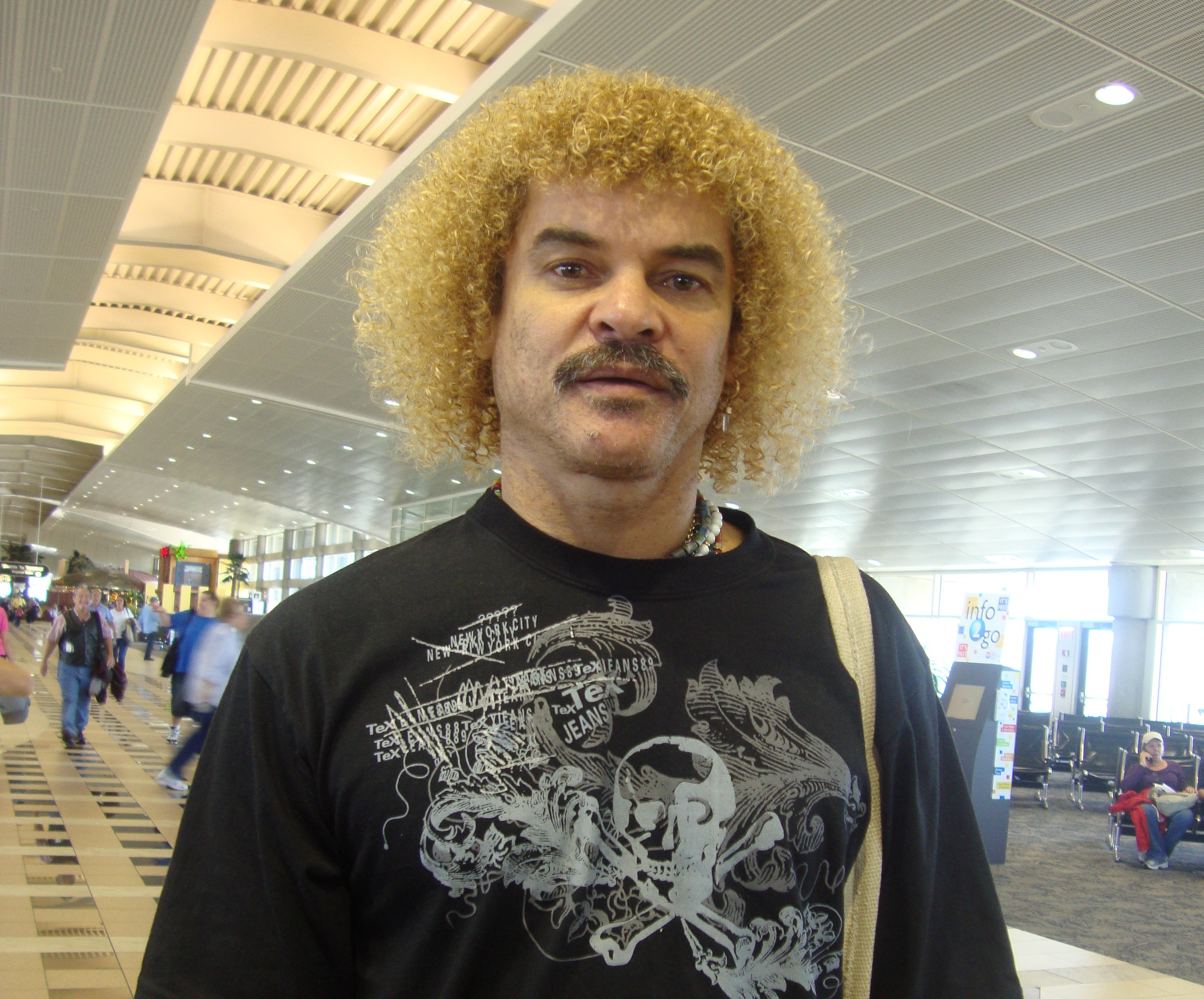
Carlos Valderrama en 2010.
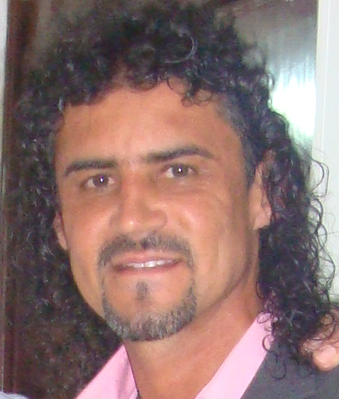
Leonel Álvarez en 2009.
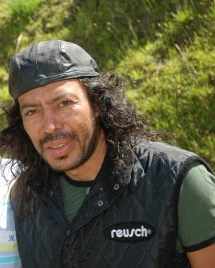
René Higuita en 2007.
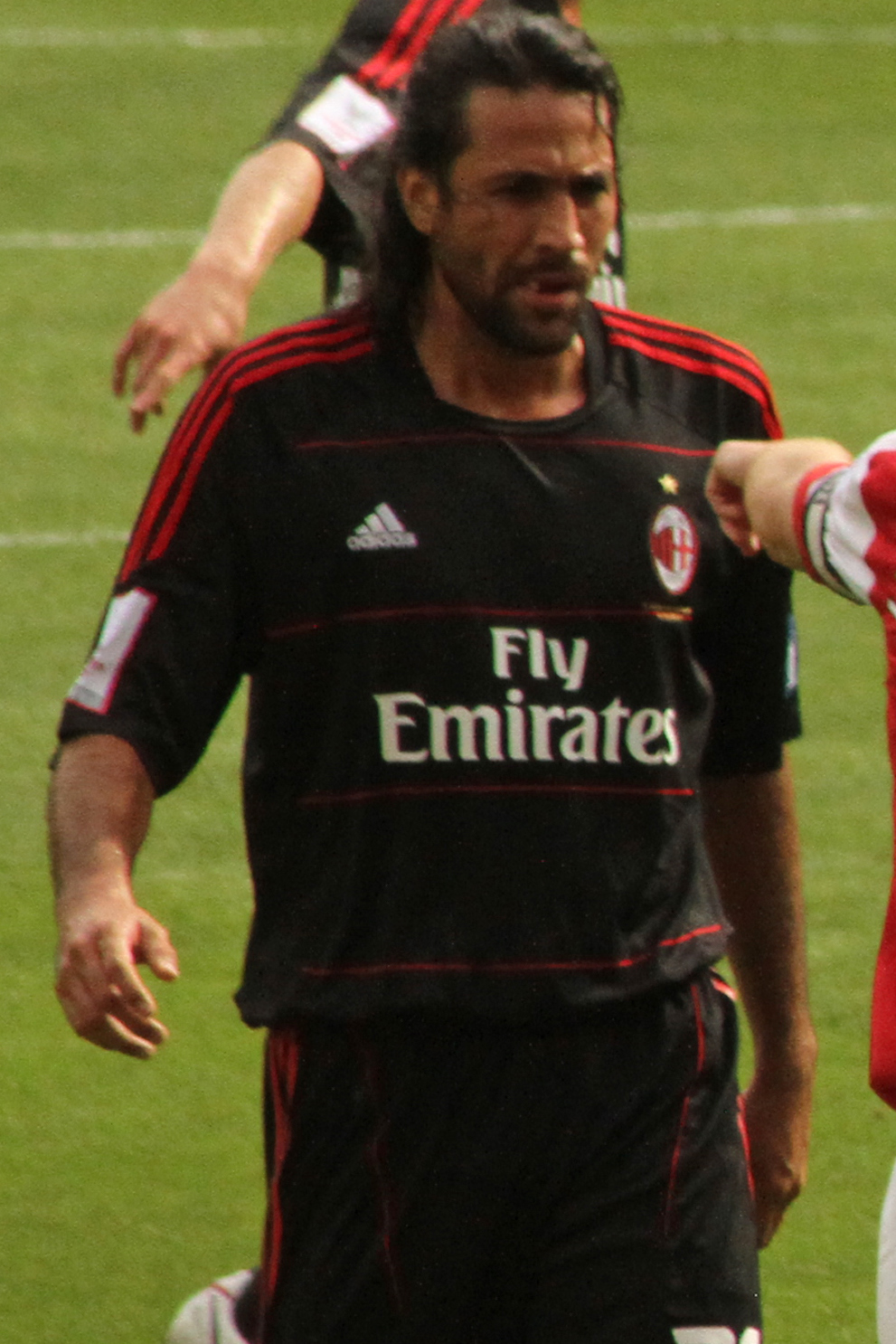
Mario Yepes en 2010.

### Sélectionneurs
| Entraîneur          | M   |
| ------------------- | --- |
| Francisco Maturana  | 106 |
| Hernán Darío Gómez  | 73  |
| José Pekerman       | 68  |
| Reynaldo Rueda      | 43  |
| Luis Augusto García | 32  |
| Efraín Sánchez      | 26  |
| Blagoje Vidinić     | 16  |
| Adolfo Pedernera    | 8   |

#### Les sélectionneurs colombiens
Lieutenant des forces armées colombiennes, Alfonso Novoa (it) est le premier directeur technique de l'équipe de Colombie. Bien que Novoa est l'entraîneur, les convocations des joueurs sont l'œuvre d'Efraín Borrero. Le mythique Roberto Meléndez (en) succède à l'Argentin Paternoster au poste de sélectionneur à l'occasion de la Copa América 1945 que les Cafeteros terminent à la cinquième place sur sept participants. Le sélectionneur de nationalité colombienne suivant est l'ancien international Pedro López (en), en poste pour la Copa América 1957. Gabriel Ochoa Uribe (en) fait de même pour l'édition de 1963. Il revient à la barre pour les éliminatoires de la Coupe du monde 1986, sans succès. L'ancien grand gardien de but Efraín Sánchez prend en main la sélection une première fois pour deux matchs en 1963, avant de la mener en finale de la Copa América 1975. En 1965, l'ancien international Antonio de la Hoz (es) s'essaye brièvement au poste de sélectionneur, ne remportant qu'une victoire en quatre matchs. Buteur sur penalty à la Coupe du monde 1962, Francisco Zuluaga dirige en 1968 et en 1969 quinze matchs des Cafeteros, n'en gagnant qu'un seul. En arrivant au chevet de la sélection en 1987, le néophyte Francisco Maturana est accueilli avec scepticisme par les supporteurs Tricolor. Après une troisième place en Copa América 1987 en battant les champions du monde en titre argentins, Maturana impose un style de jeu à base de passes courtes et rapides autour d'un joueur clé, Carlos Valderrama, pourtant critiqué par la presse nationale. Il utilise des joueurs du club qu'il entraîne en parallèle, l'Atlético Nacional, comme ossature de la sélection. En 1989, Maturana fait de l'Atlético Nacional le premier club colombien à brandir le trophée de la Copa Libertadores puis qualifie l'équipe nationale pour la Coupe du monde en Italie, une première depuis vingt-huit ans, en battant Israël en barrage intercontinental. Après avoir atteint les huitièmes de finale, il quitte le banc colombien. Après le licenciement de Luis Augusto García et une période d'intérim assurée par Humberto Ortiz (es), Maturana est rappelé en 1993 où il qualifie à nouveau les Cafeteros pour la Coupe du monde aux États-Unis après une cinglante défaite infligée à l'Argentine. Invaincus pendant vingt-cinq matchs sous Maturana, les Colombiens manquent leur phase finale, perturbés par des problèmes extra-sportifs.

#### Les sélectionneurs étrangers

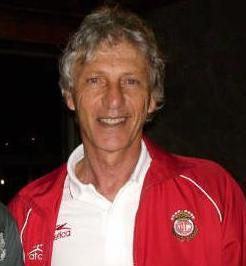
José Pekerman (ici en 2007), sélectionneur de la Colombie depuis 2012.

Les cinq premiers entraîneurs étrangers ayant dirigé les Cafeteros, les Argentins Fernando Paternoster, Lino Taioli (es), Rafael Orlandi (it), l'Autrichien Friedrich Donnenfeld et le Péruvien José Arana Cruz, ont une brève implication dans l'équipe et restent en poste moins d'un mois.
Le sixième, l'Argentin Adolfo Pedernera, ancien footballeur qui a joué dans les années 1950 avec Millonarios et qui l'a conduit à remporter le championnat national à quatre reprises, connaît plus de réussite. Après sa retraite, il est le sélectionneur de l'équipe de Colombie pendant plus d'un an, de février 1961 à juin 1962. Pendant cette période, Pedernera est le premier à qualifier les Colombiens pour une phase finale de Coupe du monde en écartant le Pérou. Au Chili, l'équipe tricolore ne parvient pas à sortir du premier tour, mais elle obtient un résultat surprenant de 4-4 contre l'Union soviétique et son légendaire gardien de but Lev Yachine.
En 1966, c'est au tour du Paraguayen César López Fretes de prendre les rênes de l'équipe. Il ne reste à la barre qu'un mois, mais il y revient quatre ans plus tard sans résultats significatifs. En 1972, la fédération colombienne parie sur le Yougoslave Todor Veselinović pour qualifier la sélection pour la Coupe du monde 1974 en Allemagne. Ancien entraîneur de l'Independiente Santa Fe, « Toza » ne reste en poste qu'un an et l'espoir de voir l'équipe nationale en Coupe du monde se dissipe au fil du temps.
Les échecs de López Fretes et de Veselinović n'empêchent pas l'arrivée d'un autre Yougoslave, Blagoje Vidinić, en 1976, qui devient le sélectionneur ayant séjourné le plus longtemps sur le banc des Cafeteros, soit trois ans. Vidinić échoue à qualifier l'équipe colombienne pour la Coupe du monde 1978 en Argentine, et mène l'équipe à la Copa América 1979 où elle atteint le second tour.
Le pénultième entraîneur étranger choisi par la fédération colombienne est l'Argentin Carlos Bilardo, qui a travaillé dans le football professionnel colombien avec l'équipe du Deportivo Cali et a atteint la finale de la Copa Libertadores en 1978 contre Boca Juniors. Bilardo se révèle incapable de porter la Colombie au Mundial 1982 en Espagne, mais remporte quatre ans plus tard le trophée avec l'Albiceleste et Diego Maradona comme capitaine.
Après 31 ans où se succèdent les sélectionneurs colombiens, l'Argentin José Pekerman est nommé le 4 janvier 2012 à la tête de la sélection en vue d'une qualification pour la Coupe du monde 2014 au Brésil. Pekerman a notamment remporté avec l'Argentine la Coupe du monde des moins de 20 ans en 1995, en 1997 et en 2001 et a atteint les quarts de finale de la Coupe du monde 2006 avec l'équipe nationale d'Argentine. Après une brillante campagne de qualification, Pekerman mène la Colombie à la cinquième phase finale de Coupe du monde de son histoire où elle se hisse en quarts de finale, soit sa meilleure performance dans cette compétition. Il récidive quatre ans plus tard en emmenant de nouveau les Cafeteros à leur sixième phase finale, en Russie, en 2018.
| Période                               | Nom                      |
| 10 février 1938 - 23 février 1938     | Alfonso Novoa (it)       |
| 8 août 1938 - 21 août 1938            | Fernando Paternoster     |
| 21 janvier 1945 - 21 février 1945     | Roberto Meléndez (en)    |
| 9 décembre 1946 - 20 décembre 1946    | José Arana Cruz          |
| 2 décembre 1947 - 29 décembre 1947    | Lino Taioli (es)         |
| 3 avril 1949 - 5 mai 1949             | Friedrich Donnenfeld     |
| 16 mars 1957 - 1er avril 1957         | Pedro López (en)         |
| 16 juin 1957 - 7 juillet 1957         | Rafael Orlandi (it)      |
| 5 février 1961 - 7 juin 1962          | Adolfo Pedernera         |
| 10 mars 1963 - 31 mars 1963           | Gabriel Ochoa Uribe (en) |
| 1er septembre 1963 - 4 septembre 1963 | Efraín Sánchez           |
| 20 juin 1965 - 7 août 1965            | Antonio de la Hoz (es)   |
| 30 novembre 1966 - 11 décembre 1966   | César López Fretes       |
| 16 octobre 1968 - 24 août 1969        | Francisco Zuluaga        |
| 20 mai 1970 - 20 mai 1970             | César López Fretes       |
| 29 mars 1972 - 5 juillet 1973         | Todor Veselinović        |
| 20 juillet 1975 - 28 octobre 1975     | Efraín Sánchez           |
| 15 octobre 1976 - 5 septembre 1979    | Blagoje Vidinić          |
| 5 janvier 1980 - 13 septembre 1981    | Carlos Bilardo           |
| 14 février 1983 - 11 octobre 1984     | Efraín Sánchez           |
| 1er février 1985 - 3 novembre 1985    | Gabriel Ochoa Uribe (en) |
| 11 juin 1987 - 23 juin 1990           | Francisco Maturana       |
| 29 janvier 1991 - 21 juillet 1991     | Luis Augusto García      |
| 8 juillet 1992 - 2 août 1992          | Humberto Ortiz (es)      |
| 24 février 1993 - 26 juin 1994        | Francisco Maturana       |
| 31 janvier 1995 - 26 juin 1998        | Hernán Darío Gómez       |
| 9 février 1999 - 19 novembre 1999     | Javier Álvarez           |
| 12 février 2000 - 24 avril 2001       | Luis Augusto García      |
| 3 juin 2001 - 14 novembre 2001        | Francisco Maturana       |
| 7 mai 2002 - 12 mai 2002              | Reynaldo Rueda           |
| 20 novembre 2002 - 19 novembre 2003   | Francisco Maturana       |
| 18 février 2004 - 12 octobre 2006     | Reynaldo Rueda           |
| 13 décembre 2006 - 16 septembre 2008  | Jorge Luis Pinto         |
| 16 septembre 2008 - 15 octobre 2009   | Eduardo Lara (en)        |
| 4 mai 2010 - 22 août 2011             | Hernán Darío Gómez       |
| 25 août 2011 - 14 décembre 2011       | Leonel Álvarez           |
| 4 janvier 2012 - 4 septembre 2018     | José Pekerman            |
| 8 février 2019 - 2 décembre 2020      | Carlos Queiroz           |
| 14 janvier 2021 - 18 avril 2022       | Reinaldo Rueda           |
| depuis le 3 juin 2022                 | Néstor Lorenzo           |

## Record
| Rang | Sélections | Joueur            | Carrière  | Buts |
| ---- | ---------- | ----------------- | --------- | ---- |
| 1    | 129        | David Ospina      | 2007-     | 0    |
| 2    | 116        | Juan Cuadrado     | 2010-     | 11   |
| 3    | 112        | James Rodríguez   | 2011-     | 29   |
| 4    | 111        | Carlos Valderrama | 1985-1998 | 11   |
| 5    | 104        | Radamel Falcao    | 2007-     | 36   |
| 6    | 102        | Mario Yepes       | 1999-2014 | 6    |
| 7    | 101        | Leonel Álvarez    | 1985-1997 | 1    |
| 8    | 88         | Carlos Sánchez    | 2007-2018 | 0    |
| 9    | 84         | Freddy Rincón     | 1990-2001 | 17   |
| 10   | 78         | Luis Carlos Perea | 1987-1994 | 2    |

| Rang | Buts | Joueur             | Carrière  | Sélections |
| ---- | ---- | ------------------ | --------- | ---------- |
| 1    | 36   | Radamel Falcao     | 2007-     | 104        |
| 2    | 29   | James Rodríguez    | 2011-     | 112        |
| 3    | 25   | Arnoldo Iguarán    | 1979-1993 | 68         |
| 4    | 20   | Faustino Asprilla  | 1993-2001 | 57         |
| 5    | 17   | Freddy Rincón      | 1990-2001 | 84         |
| 6    | 16   | Carlos Bacca       | 2010-2018 | 52         |
| 7    | 16   | Luis Díaz          | 2018-     | 61         |
| 8    | 15   | Teófilo Gutiérrez  | 2009-2017 | 52         |
| 9    | 15   | Víctor Aristizábal | 1993-2003 | 66         |
| 10   | 14   | Adolfo Valencia    | 1992-1998 | 37         |

## Identité

### Couleurs
Au cours de son histoire, l'équipe de Colombie change à de nombreuses reprises la couleur de son maillot.
En 1938, l'équipe de Colombie participe aux Jeux d'Amérique centrale et des Caraïbes à Panama et plus tard dans l'année aux Jeux bolivariens à Bogotá. Pour ces deux tournois, elle porte une chemise bleu ciel, un short blanc et des bas blancs. Le choix du bleu ciel peut venir de trois des meilleures équipes du monde à l'époque : l'Uruguay (champion olympique en 1924 et 1928 et premier gagnant de la Coupe du monde en 1930), l'Italie (vainqueur de la Coupe du monde en 1934 et 1938), l'Argentine (vice-championne olympique en 1928 et finaliste de la Coupe du monde en 1930).
En 1945, l'équipe de Colombie participe pour la première fois au Championnat d'Amérique du Sud, au Chili, où elle évolue avec des joueurs du Junior de Barranquilla et une tenue blanche avec une bannière tricolore à hauteur de la poitrine,.
Lors des participations de la Colombie au Championnat d'Amérique du Sud 1957 et à la Coupe du monde 1962, elle porte une chemise bleu foncé, un short blanc et des bas blancs ou bleu foncé et comme seconde tenue une chemise bleu foncé, un short bleu foncé et des bas blancs,. Ce même maillot est utilisé dans les éliminatoires pour le mondial 1966.
Le 15 juin 1971, longtemps après la lutte de pouvoir entre l'Adefútbol et la Dimayor, une assemblée générale se tient pour donner vie à la présente Fédération colombienne de football, amenant une tenue orange pour l'équipe nationale, évoquant l'équipe des Pays-Bas, finaliste des Coupes du monde 1974 et 1978. Elle est composée d'un haut orange avec le drapeau national sur la poitrine, de shorts blancs et de chaussettes oranges, et pour les matchs à l'extérieur d'une chemise blanche avec le drapeau national sur la poitrine. Lors de la Copa América 1975 où l'équipe d'Efraín Sánchez réussit à atteindre la finale pour la première fois, une chemise orange est utilisée sans frange sur la poitrine, un short noir et des bas oranges. Au début des années 1980 elle porte toujours le même uniforme, mais parrainé par la marque française Le coq sportif. Le 24 août 1984, pour un match amical contre l'Argentine remporté par la Colombie 1-0, les Cafeteros portent à nouveau un t-shirt orange avec une bande tricolore.
En 1985 commence l'ère tricolore pour l'uniforme de l'équipe de Colombie. Pour les éliminatoires de la Coupe du monde 1986, elle utilise un maillot conçu par María Elvira Pardo avec un col roulé tricolore, manches et bas à bords tricolores, chemise rouge, short bleu et chaussettes jaunes pour les matchs à domicile et chemise jaune pour les matchs à l'extérieur,. L'équipe de Colombie porte des maillots de la marque allemande Adidas lors des derniers matchs qualificatifs, en conservant les mêmes couleurs. En 1987, pour participer à la Copa América, la Colombie porte un maillot de la marque allemande Puma avec une chemise jaune, short bleu et bas rouges.
Pour la coupe Ciudad de Bogotá en 1988, la Copa América 1989 et les éliminatoires de la Coupe du monde 1990, la Colombie se tourne vers l'équipementier Adidas, qui fournit une chemise rouge, un short bleu et des bas jaunes pour les matchs à domicile et un haut jaune pour les matchs à l'extérieur. Pour la phase finale de la Coupe du monde 1990, Adidas est le concepteur du maillot colombien, en gardant les mêmes couleurs.
Pour la Copa América 1991, la Colombie utilise des maillots de la marque espagnole Kelme et conserve les mêmes couleurs que l'année précédente, chemise rouge pour les matchs à domicile et chemise jaune pour les matchs à l'extérieur,.

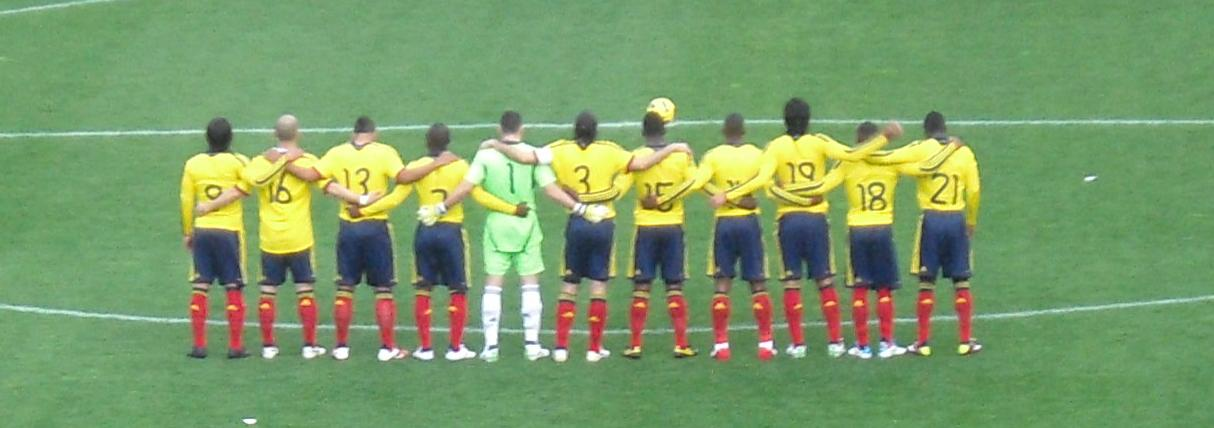
L'équipe de Colombie au stade Vicente-Calderón (2011).

En 1992, les Cafeteros portent une chemise jaune, un short bleu et des bas rouges de la marque Comba. Pour la Copa América 1993 et la Coupe du monde 1994, l'équipe nationale colombienne est habillée par la marque anglaise Umbro avec les mêmes couleurs : maillot jaune, short bleu et bas rouges et chemise bleue pour les matchs à l'extérieur. Umbro parraine la sélection jusqu'en 1997, avant que Reebok ne soit choisi pour la Coupe du monde 1998, en gardant les mêmes couleurs pour les matchs à domicile et chemise bleue, short blanc et chaussettes blanches ou bleues pour les matchs à l'extérieur. Reebok habille l'équipe pour la Copa América 2001 qu'elle remporte.
Les 29 et 30 décembre 2002, les dirigeants de la fédération se rendent au Panama pour négocier avec l'entreprise de vêtements de sport italienne Lotto, et obtiennent un contrat jusqu'en 2010. En mars 2011, Adidas fait son retour. En novembre 2013, la marque allemande publie un nouveau design très controversé pour le maillot à domicile, composé d'un t-shirt rayé bleu-jaune ayant aussi des dessins bleus et blancs, modifiant également le short et les chaussettes en blanc avec des rayures du drapeau colombien, que beaucoup de supporteurs colombiens ont désapprouvé. Cependant, la firme allemande est saluée pour avoir inclus le traditionnel sombrero vueltiao dans la bannière bleue qui entoure l'insigne de la fédération colombienne,,. Le maillot extérieur reçoit des échos plus positifs sur un thème rouge, marquant un retour vers les maillots cotés des années 1990,.
| 1938                | 1938      | 1938 | 1938 |
| ------------------- | --------- | ---- | ---- |
| Domicile            | Extérieur |      |      |
|                     |           |      |      |
| Aucun équipementier |           |      |      |

| 1947                | 1947      | 1947 | 1947 |
| ------------------- | --------- | ---- | ---- |
| Domicile            | Extérieur |      |      |
|                     |           |      |      |
| Aucun équipementier |           |      |      |

| 1957-1960           | 1957-1960 | 1957-1960 | 1957-1960 |
| ------------------- | --------- | --------- | --------- |
| Domicile            | Extérieur |           |           |
|                     |           |           |           |
| Aucun équipementier |           |           |           |

| 1960-1961           | 1960-1961 | 1960-1961 | 1960-1961 |
| ------------------- | --------- | --------- | --------- |
| Domicile            | Extérieur |           |           |
|                     |           |           |           |
| Aucun équipementier |           |           |           |

| 1938                | 1938      | 1938 | 1938 |
| ------------------- | --------- | ---- | ---- |
| Domicile            | Extérieur |      |      |
|                     |           |      |      |
| Aucun équipementier |           |      |      |

| 1947                | 1947      | 1947 | 1947 |
| ------------------- | --------- | ---- | ---- |
| Domicile            | Extérieur |      |      |
|                     |           |      |      |
| Aucun équipementier |           |      |      |

| 1957-1960           | 1957-1960 | 1957-1960 | 1957-1960 |
| ------------------- | --------- | --------- | --------- |
| Domicile            | Extérieur |           |           |
|                     |           |           |           |
| Aucun équipementier |           |           |           |

| 1960-1961           | 1960-1961 | 1960-1961 | 1960-1961 |
| ------------------- | --------- | --------- | --------- |
| Domicile            | Extérieur |           |           |
|                     |           |           |           |
| Aucun équipementier |           |           |           |

| 1962-1965           | 1962-1965 | 1962-1965 | 1962-1965 |
| ------------------- | --------- | --------- | --------- |
| Domicile            | Extérieur |           |           |
|                     |           |           |           |
| Aucun équipementier |           |           |           |

| 1971-1974           | 1971-1974 | 1971-1974 | 1971-1974 |
| ------------------- | --------- | --------- | --------- |
| Domicile            | Extérieur |           |           |
|                     |           |           |           |
| Aucun équipementier |           |           |           |

| 1975-1979           | 1975-1979 | 1975-1979 | 1975-1979 |
| ------------------- | --------- | --------- | --------- |
| Domicile            | Extérieur |           |           |
|                     |           |           |           |
| Aucun équipementier |           |           |           |

| 1980-1981      | 1980-1981 | 1980-1981 | 1980-1981 |
| -------------- | --------- | --------- | --------- |
| Domicile       | Extérieur |           |           |
|                |           |           |           |
| Le coq sportif |           |           |           |

| 1962-1965           | 1962-1965 | 1962-1965 | 1962-1965 |
| ------------------- | --------- | --------- | --------- |
| Domicile            | Extérieur |           |           |
|                     |           |           |           |
| Aucun équipementier |           |           |           |

| 1971-1974           | 1971-1974 | 1971-1974 | 1971-1974 |
| ------------------- | --------- | --------- | --------- |
| Domicile            | Extérieur |           |           |
|                     |           |           |           |
| Aucun équipementier |           |           |           |

| 1975-1979           | 1975-1979 | 1975-1979 | 1975-1979 |
| ------------------- | --------- | --------- | --------- |
| Domicile            | Extérieur |           |           |
|                     |           |           |           |
| Aucun équipementier |           |           |           |

| 1980-1981      | 1980-1981 | 1980-1981 | 1980-1981 |
| -------------- | --------- | --------- | --------- |
| Domicile       | Extérieur |           |           |
|                |           |           |           |
| Le coq sportif |           |           |           |

| 1982-1984           | 1982-1984 | 1982-1984 | 1982-1984 |
| ------------------- | --------- | --------- | --------- |
| Domicile            | Extérieur |           |           |
|                     |           |           |           |
| Aucun équipementier |           |           |           |

| 1985                | 1985      | 1985 | 1985 |
| ------------------- | --------- | ---- | ---- |
| Domicile            | Extérieur |      |      |
|                     |           |      |      |
| Aucun équipementier |           |      |      |

| 1985-1986 | 1985-1986 | 1985-1986 | 1985-1986 |
| --------- | --------- | --------- | --------- |
| Domicile  | Extérieur |           |           |
|           |           |           |           |
| Adidas    |           |           |           |

| 1987     | 1987      | 1987 | 1987 |
| -------- | --------- | ---- | ---- |
| Domicile | Extérieur |      |      |
|          |           |      |      |
| Puma     |           |      |      |

| 1982-1984           | 1982-1984 | 1982-1984 | 1982-1984 |
| ------------------- | --------- | --------- | --------- |
| Domicile            | Extérieur |           |           |
|                     |           |           |           |
| Aucun équipementier |           |           |           |

| 1985                | 1985      | 1985 | 1985 |
| ------------------- | --------- | ---- | ---- |
| Domicile            | Extérieur |      |      |
|                     |           |      |      |
| Aucun équipementier |           |      |      |

| 1985-1986 | 1985-1986 | 1985-1986 | 1985-1986 |
| --------- | --------- | --------- | --------- |
| Domicile  | Extérieur |           |           |
|           |           |           |           |
| Adidas    |           |           |           |

| 1987     | 1987      | 1987 | 1987 |
| -------- | --------- | ---- | ---- |
| Domicile | Extérieur |      |      |
|          |           |      |      |
| Puma     |           |      |      |

| 1988-1989 | 1988-1989 | 1988-1989 | 1988-1989 |
| --------- | --------- | --------- | --------- |
| Domicile  | Extérieur |           |           |
|           |           |           |           |
| Adidas    |           |           |           |

| 1990     | 1990      | 1990 | 1990 |
| -------- | --------- | ---- | ---- |
| Domicile | Extérieur |      |      |
|          |           |      |      |
| Adidas   |           |      |      |

| 1991     | 1991      | 1991 | 1991 |
| -------- | --------- | ---- | ---- |
| Domicile | Extérieur |      |      |
|          |           |      |      |
| Kelme    |           |      |      |

| 1992     | 1992      | 1992 | 1992 |
| -------- | --------- | ---- | ---- |
| Domicile | Extérieur |      |      |
|          |           |      |      |
| Comba    |           |      |      |

| 1988-1989 | 1988-1989 | 1988-1989 | 1988-1989 |
| --------- | --------- | --------- | --------- |
| Domicile  | Extérieur |           |           |
|           |           |           |           |
| Adidas    |           |           |           |

| 1990     | 1990      | 1990 | 1990 |
| -------- | --------- | ---- | ---- |
| Domicile | Extérieur |      |      |
|          |           |      |      |
| Adidas   |           |      |      |

| 1991     | 1991      | 1991 | 1991 |
| -------- | --------- | ---- | ---- |
| Domicile | Extérieur |      |      |
|          |           |      |      |
| Kelme    |           |      |      |

| 1992     | 1992      | 1992 | 1992 |
| -------- | --------- | ---- | ---- |
| Domicile | Extérieur |      |      |
|          |           |      |      |
| Comba    |           |      |      |

| 1993-1997 | 1993-1997 | 1993-1997 | 1993-1997 |
| --------- | --------- | --------- | --------- |
| Domicile  | Extérieur |           |           |
|           |           |           |           |
| Umbro     |           |           |           |

| 1998-2000 | 1998-2000 | 1998-2000 | 1998-2000 |
| --------- | --------- | --------- | --------- |
| Domicile  | Extérieur |           |           |
|           |           |           |           |
| Reebok    |           |           |           |

| 2001-2002 | 2001-2002 | 2001-2002 | 2001-2002 |
| --------- | --------- | --------- | --------- |
| Domicile  | Extérieur |           |           |
|           |           |           |           |
| Reebok    |           |           |           |

| 2003-2004 | 2003-2004 | 2003-2004 | 2003-2004 |
| --------- | --------- | --------- | --------- |
| Domicile  | Extérieur |           |           |
|           |           |           |           |
| Lotto     |           |           |           |

| 1993-1997 | 1993-1997 | 1993-1997 | 1993-1997 |
| --------- | --------- | --------- | --------- |
| Domicile  | Extérieur |           |           |
|           |           |           |           |
| Umbro     |           |           |           |

| 1998-2000 | 1998-2000 | 1998-2000 | 1998-2000 |
| --------- | --------- | --------- | --------- |
| Domicile  | Extérieur |           |           |
|           |           |           |           |
| Reebok    |           |           |           |

| 2001-2002 | 2001-2002 | 2001-2002 | 2001-2002 |
| --------- | --------- | --------- | --------- |
| Domicile  | Extérieur |           |           |
|           |           |           |           |
| Reebok    |           |           |           |

| 2003-2004 | 2003-2004 | 2003-2004 | 2003-2004 |
| --------- | --------- | --------- | --------- |
| Domicile  | Extérieur |           |           |
|           |           |           |           |
| Lotto     |           |           |           |

| 2004-2007 | 2004-2007 | 2004-2007 | 2004-2007 |
| --------- | --------- | --------- | --------- |
| Domicile  | Extérieur |           |           |
|           |           |           |           |
| Lotto     |           |           |           |

| 2007-2009 | 2007-2009 | 2007-2009 | 2007-2009 |
| --------- | --------- | --------- | --------- |
| Domicile  | Extérieur |           |           |
|           |           |           |           |
| Lotto     |           |           |           |

| 2009-2010 | 2009-2010 | 2009-2010 | 2009-2010 |
| --------- | --------- | --------- | --------- |
| Domicile  | Extérieur |           |           |
|           |           |           |           |
| Lotto     |           |           |           |

| 2011     | 2011      | 2011 | 2011 |
| -------- | --------- | ---- | ---- |
| Domicile | Extérieur |      |      |
|          |           |      |      |
| Adidas   |           |      |      |

| 2004-2007 | 2004-2007 | 2004-2007 | 2004-2007 |
| --------- | --------- | --------- | --------- |
| Domicile  | Extérieur |           |           |
|           |           |           |           |
| Lotto     |           |           |           |

| 2007-2009 | 2007-2009 | 2007-2009 | 2007-2009 |
| --------- | --------- | --------- | --------- |
| Domicile  | Extérieur |           |           |
|           |           |           |           |
| Lotto     |           |           |           |

| 2009-2010 | 2009-2010 | 2009-2010 | 2009-2010 |
| --------- | --------- | --------- | --------- |
| Domicile  | Extérieur |           |           |
|           |           |           |           |
| Lotto     |           |           |           |

| 2011     | 2011      | 2011 | 2011 |
| -------- | --------- | ---- | ---- |
| Domicile | Extérieur |      |      |
|          |           |      |      |
| Adidas   |           |      |      |

| 2011-2013 | 2011-2013 | 2011-2013 | 2011-2013 | 2011-2013 | 2011-2013 |
| --------- | --------- | --------- | --------- | --------- | --------- |
| Domicile  | Extérieur |           |           |           |           |
|           |           |           |           |           |           |
| Adidas    |           |           |           |           |           |

| 2014,    | 2014,     | 2014, | 2014, | 2014, | 2014, |
| -------- | --------- | ----- | ----- | ----- | ----- |
| Domicile | Extérieur |       |       |       |       |
|          |           |       |       |       |       |
| Adidas   |           |       |       |       |       |

| 2011-2013 | 2011-2013 | 2011-2013 | 2011-2013 | 2011-2013 | 2011-2013 |
| --------- | --------- | --------- | --------- | --------- | --------- |
| Domicile  | Extérieur |           |           |           |           |
|           |           |           |           |           |           |
| Adidas    |           |           |           |           |           |

| 2014,    | 2014,     | 2014, | 2014, | 2014, | 2014, |
| -------- | --------- | ----- | ----- | ----- | ----- |
| Domicile | Extérieur |       |       |       |       |
|          |           |       |       |       |       |
| Adidas   |           |       |       |       |       |

### Surnoms
L'équipe de Colombie est surnommée Tricolor ou La Fiebre Amarilla. Les joueurs de l'équipe de Colombie sont quant à eux surnommés les Cafeteros.

### Emblèmes

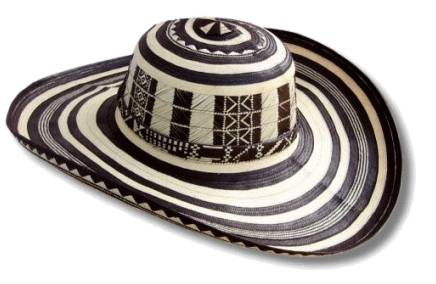
Sombrero vueltiao.

Pour la Coupe du monde 2014, l'équipementier crée un maillot de couleur dominante jaune, avec des rayures bleues représentant le dynamisme et la vitesse du pays. La couleur blanche, symbolisant la paix, est présente sur le col et les manches, ainsi qu'une ligne horizontale rouge sur le dos, commune à toutes les équipes nationales qualifiées pour le mondial brésilien et habillées par le même équipementier.
Deux des symboles de la Colombie sont intégrés au maillot de l'équipe nationale. Le sombrero vueltiao est représenté à l'intérieur de la bande bleue sur le devant du maillot. Le condor des Andes est au dos du maillot, sous le col. Sur l'oiseau figure le hashtag #UnidosPorUnPais en français : « Unis pour un pays », qui montre l'effet unificateur de l'équipe nationale.

## Statistiques

### Nations rencontrées
| Adversaire | Victoires | Matchs nuls | Défaites | Total |
| ---------- | --------- | ----------- | -------- | ----- |
| Pérou      | 17        | 22          | 15       | 54    |
| Paraguay   | 19        | 17          | 18       | 44    |
| Équateur   | 21        | 11          | 12       | 44    |
| Uruguay    | 12        | 10          | 19       | 41    |
| Chili      | 10        | 13          | 15       | 38    |
| Venezuela  | 20        | 15          | 7        | 42    |
| Argentine  | 8         | 8           | 19       | 35    |
| Brésil     | 3         | 9           | 19       | 31    |
| Bolivie    | 13        | 9           | 6        | 28    |
| Mexique    | 7         | 9           | 10       | 26    |
| États-Unis | 12        | 4           | 3        | 19    |
| Costa Rica | 9         | 0           | 3        | 12    |
| Honduras   | 4         | 2           | 4        | 10    |

Naturellement, les treize équipes nationales rencontrées plus de dix fois font exclusivement partie du continent américain.
D'autres sélections également rencontrées sont le Salvador (7 matchs), la Pologne, l'Angleterre, le Panama, la Jamaïque et Haïti (cinq matchs chacun). À noter que les Colombiens ne l'ont jamais emporté contre les principales nations européennes (Allemagne, Angleterre, Espagne, Pays-Bas) excepté l'équipe de France. De plus, ils n'ont jamais rencontré l'Italie.

### Rivalités
L'équipe colombienne n'entretient pas de rivalité avec une équipe en particulier, mais elle a connu des confrontations historiques qui ont généré de grandes attentes envers certaines sélections. Lors des qualifications pour la Coupe du monde 1994, la victoire historique en Argentine dans les éliminatoires de la Coupe du monde 1994 est la première défaite de l’Albiceleste dans son antre du Monumental lors d'un match de qualification pour une Coupe du monde. Une impressionnante victoire 5-0, alors que de nombreuses personnalités telles que Diego Maradona prédisaient une « écrasante » victoire argentine. D'autant qu'elle sortait de deux finales de Coupes du monde. Cette claque provoque un bouleversement énorme et un début de rivalité entre les deux sélections. Contrairement à d'autres rivalités hostiles, celle entre la Colombie et l'Argentine est plus basée sur le respect et attire toujours un grand intérêt entre les deux pays, comme en témoignent les applaudissements de la foule argentine après la victoire 5-0 de la Colombie,.
Une rivalité sportive est maintenue par la sélection colombienne avec le Mexique. La Colombie a joué son premier match officiel et remporté son premier titre international, la Copa América 2001, contre ce même adversaire.
En raison de problèmes politiques et de frontières qui ont surgi après la dissolution de la Grande Colombie en 1830, les matchs entre la Colombie et le Venezuela ont historiquement une saveur particulière. Mais en 2008, les deux nations sont de nouveau confrontées à des problèmes frontaliers qui s'aggravent avec la crise diplomatique qu'elles connaissent en 2010. Ces tensions politiques ont amené le surnom de « Clásico de la Frontera » à leur confrontation dans le football. Il en est de même, à un degré moindre, lors des rencontres avec l'Équateur, pays ayant nourri d'historiques conflits frontaliers avec la Colombie.

### Classements FIFA
| Année                         | 1993 | 1994 | 1995 | 1996 | 1997 | 1998 | 1999 | 2000 | 2001 | 2002 | 2003 | 2004 | 2005 | 2006 | 2007 |
| ----------------------------- | ---- | ---- | ---- | ---- | ---- | ---- | ---- | ---- | ---- | ---- | ---- | ---- | ---- | ---- | ---- |
| Classement mondial            | 21   | 17   | 15   | 4    | 10   | 34   | 25   | 15   | 5    | 37   | 39   | 26   | 24   | 34   | 17   |
| Classement en Amérique du Sud | 4    | 3    | 3    | 2    | 2    | 5    | 5    | 4    | 3    | 6    | 6    | 4    | 4    | 5    | 3    |

| Année                         | 2008 | 2009 | 2010 | 2011 | 2012 | 2013 | 2014 | 2015 | 2016 | 2017 | 2018 |
| ----------------------------- | ---- | ---- | ---- | ---- | ---- | ---- | ---- | ---- | ---- | ---- | ---- |
| Classement mondial            | 49   | 39   | 48   | 36   | 5    | 4    | 3    | 8    | 6    | 13   | 14   |
| Classement en Amérique du Sud | 7    | 7    | 6    | 7    | 2    | 2    | 2    | 4    | 4    | 5    | 5    |

| Légende du classement mondial : Légende du classement sud-américain : | - de 1 à 3 - de 1 à 3 | - de 4 à 14 - de 4 à 9 | - de 15 à 209 - de 10 à 54 |

### Records

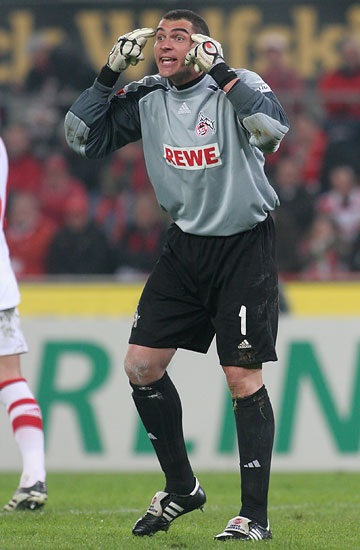
Faryd Mondragón, 53 sélections depuis 1993.

En termes de résultat record la plus large victoire de la Colombie est intervenue en mars 2015 lors d'un match amical contre Bahreïn (6-0).
Sa plus large défaite est enregistrée lors de la Copa América 1957 sur le score de 0-9 face au Brésil le 24 mars 1957 à Lima. Deux autres larges défaites constituent le record de buts lors d'un match de l'équipe de Colombie, contre l'Argentine le 7 février 1945 (1-9) et le 13 mars 1957 (2-8) en Copa América.
Le plus jeune joueur sélectionné en équipe de Colombie est Johnnier Montaño (en), qui foule la pelouse face au Venezuela le 30 mars 1999 à l'âge de 16 ans et 2 mois. Montaño est aussi le plus jeune buteur de l'histoire de la Copa América à 16 ans et 147 jours, contre l'Argentine au cours d'un match marqué par les trois penalties ratés par Martín Palermo. Le Cafetero le plus âgé est Faryd Mondragón qui garde les buts colombiens le 24 juin 2014 face à la Japon à l'âge de 43 ans et 3 jours. Il devient alors le joueur le plus âgé à participer à une Coupe du monde (record dépassé en 2018 par l'Égyptien Essam el-Hadari) et a porté à seize ans la période record entre deux participations à la Coupe du monde en tant que joueur jusque-là détenue par le Suisse Alfred Bickel (1938-1950).

## Résultats de l'équipe de Colombie

### Coupe du monde
| Année | Position      |      | Année              | Position |                         | Année | Position |
| 1930  | Non inscrite  | 1970 | Non qualifiée      | 2002     | Non qualifiée           |       |          |
| 1934  | Non inscrite  | 1974 | Non qualifiée      | 2006     | Non qualifiée           |       |          |
| 1938  | Non qualifiée | 1978 | Non qualifiée      | 2010     | Non qualifiée           |       |          |
| 1950  | Non inscrite  | 1982 | Non qualifiée      | 2014     | Quart de finale         |       |          |
| 1954  | Non inscrite  | 1986 | Non qualifiée      | 2018     | Huitième de finale      |       |          |
| 1958  | Non qualifiée | 1990 | Huitième de finale | 2022     | Non qualifiée           |       |          |
| 1962  | 1er tour      | 1994 | 1er tour           | 2026     | Qualifications en cours |       |          |
| 1966  | Non qualifiée | 1998 | 1er tour           | 2030     | À venir                 |       |          |

### Copa América
| Année | Position     |      | Année             | Position |                  | Année | Position |
| 1916  | Non inscrite | 1942 | Non inscrite      | 1987     | Demi-finale (3e) |       |          |
| 1917  | Non inscrite | 1945 | Cinquième         | 1989     | 1er tour         |       |          |
| 1919  | Non inscrite | 1946 | Forfait           | 1991     | Quatrième        |       |          |
| 1920  | Non inscrite | 1947 | Huitième          | 1993     | Demi-finale (3e) |       |          |
| 1921  | Non inscrite | 1949 | Huitième          | 1995     | Demi-finale (3e) |       |          |
| 1922  | Non inscrite | 1953 | Forfait           | 1997     | Quart de finale  |       |          |
| 1923  | Non inscrite | 1955 | Forfait           | 1999     | Quart de finale  |       |          |
| 1924  | Non inscrite | 1956 | Forfait           | 2001     | Vainqueur        |       |          |
| 1925  | Non inscrite | 1957 | Cinquième         | 2004     | Demi-finale (4e) |       |          |
| 1926  | Non inscrite | 1959 | Forfait           | 2007     | 1er tour         |       |          |
| 1927  | Non inscrite | 1959 | Forfait           | 2011     | Quart de finale  |       |          |
| 1929  | Non inscrite | 1963 | Septième          | 2015     | Quart de finale  |       |          |
| 1935  | Non inscrite | 1967 | Tour préliminaire | 2016     | Demi-finale (3e) |       |          |
| 1937  | Non inscrite | 1975 | Finaliste         | 2019     | Quart de finale  |       |          |
| 1939  | Non inscrite | 1979 | 1er tour          | 2021     | Demi-finale (3e) |       |          |
| 1941  | Non inscrite | 1983 | 1er tour          | 2024     | Finaliste        |       |          |

#### Coupe des confédérations
| Édition     | Résultat       | Class.        | J             | G             | N             | P             | BP            | BC            |
| ----------- | -------------- | ------------- | ------------- | ------------- | ------------- | ------------- | ------------- | ------------- |
| 1992 à 2001 | Non qualifiée  | Non qualifiée | Non qualifiée | Non qualifiée | Non qualifiée | Non qualifiée | Non qualifiée | Non qualifiée |
| 2003        | Demi-finaliste | 4e            | 5             | 2             | 0             | 3             | 5             | 5             |
| 2005 à 2017 | Non qualifiée  | Non qualifiée | Non qualifiée | Non qualifiée | Non qualifiée | Non qualifiée | Non qualifiée | Non qualifiée |
| Total       | 1/10           | 1/10          | 5             | 2             | 0             | 3             | 5             | 5             |

#### Gold Cup
| Édition     | Résultat           | Class.      | J           | G           | N           | P           | BP          | BC          |
| ----------- | ------------------ | ----------- | ----------- | ----------- | ----------- | ----------- | ----------- | ----------- |
| 1991 à 1998 | Non invitée        | Non invitée | Non invitée | Non invitée | Non invitée | Non invitée | Non invitée | Non invitée |
| 2000        | Finaliste          | 2e          | 5           | 2           | 1           | 2           | 5           | 7           |
| 2002        | Non invitée        | Non invitée | Non invitée | Non invitée | Non invitée | Non invitée | Non invitée | Non invitée |
| 2003        | Quart de finaliste | 5e          | 3           | 1           | 1           | 1           | 2           | 3           |
| 2005        | Demi-finaliste     | 4e          | 5           | 2           | 0           | 3           | 7           | 7           |
| 2007 à 2017 | Non invitée        | Non invitée | Non invitée | Non invitée | Non invitée | Non invitée | Non invitée | Non invitée |

#### Participation aux Jeux olympiques
La Colombie s'est qualifiée à cinq tournois olympiques de football :
- Jeux olympiques de 1968
- Jeux olympiques de 1972
- Jeux olympiques de 1980
- Jeux olympiques de 1992
- Jeux olympiques de 2016

### Palmarès

#### Équipe A
- Copa América (1) :
  - Vainqueur en 2001.
  - Finaliste en 1975 et 2024.

- Gold Cup :
  - Finaliste en 2000.

- Jeux d'Amérique centrale et des Caraïbes (1) :
  - Vainqueur en 1946.

- Jeux bolivariens (1) :
  - Vainqueur en 1951.
  - Finaliste en 1961, 1973, 1981 et 1985.

#### Équipes de jeunes
- Équipe des moins de 21 ans :
  - Vainqueur des Jeux d'Amérique centrale et des Caraïbes en 2006 et 2018.

- Équipe des moins de 20 ans : 
  - Vainqueur du Tournoi de Toulon 1999, 2000 et 2011.
  - Vainqueur du championnat d'Amérique du Sud -20 ans en 1987, 2005 et 2013.

- Équipe des moins de 17 ans :
  - Vainqueur du championnat d'Amérique du Sud -17 ans en 1993.
  - Vainqueur des Jeux bolivariens en 1997, 2005, 2013 et 2017.